# 西格林 (阿拉巴馬州)
西格林（英語：West Greene）是一個位於美國阿拉巴馬州格林縣的非建制地區。該地的面積和人口皆未知。

## 地理
西格林的座標為32°55′25″N 88°05′07″W / 32.92361°N 88.08527°W，而該地最高點為海拔高度50米（即164英尺）。